# 長野県立小諸高等学校
もしかして
- 長野県小諸高等学校

ではありませんか？